# Jonne Aaron
 (septembre 2015).
Si vous disposez d'ouvrages ou d'articles de référence ou si vous connaissez des sites web de qualité traitant du thème abordé ici, merci de compléter l'article en donnant les références utiles à sa vérifiabilité et en les liant à la section « Notes et références ».
Jonne Aaron Liimatainen (né le 30 août 1983 à Tampere, en Finlande) est le chanteur du groupe finlandais Negative.